# جون كريستوفر

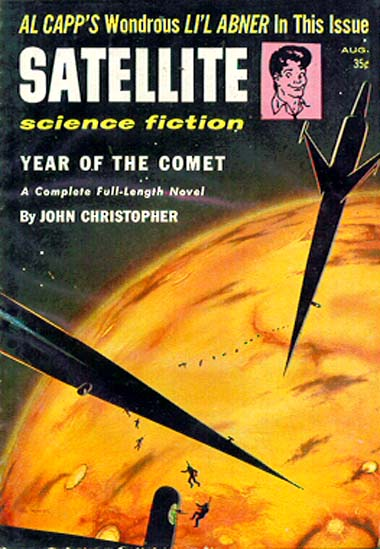
غلاف مجلة “Satellite Science Fiction”، أغسطس 1957

جون كريستوفر (بالإنجليزية: John Christopher) (و. 1922 – 2012 م) هو كاتب، وكاتب خيال علمي، وكاتب للأطفال، ومخرج أفلام بريطاني، توفي في باث، عن عمر يناهز 90 عاماً، بسبب سرطان المثانة.

## التعليم
تعلم في Peter Symonds College ‏.

## الخدمة العسكرية
خدم في الجيش البريطاني.

## جوائز
حصل على جوائز منها:
- Guardian Children's Fiction Prize [الإنجليزية]‏، عن عمل: The Guardians (Christopher novel) [الإنجليزية]‏ (1971).[6]

## وصلات خارجية
- جون كريستوفر على موقع IMDb (الإنجليزية)
- جون كريستوفر على موقع ميوزك برينز (الإنجليزية)
- جون كريستوفر على موقع أول موفي (الإنجليزية)
- جون كريستوفر على موقع قاعدة بيانات الفيلم (الإنجليزية)
- جون كريستوفر على موقع كينوبويسك (الروسية)